# Bloemendaal (Noord-Holland)

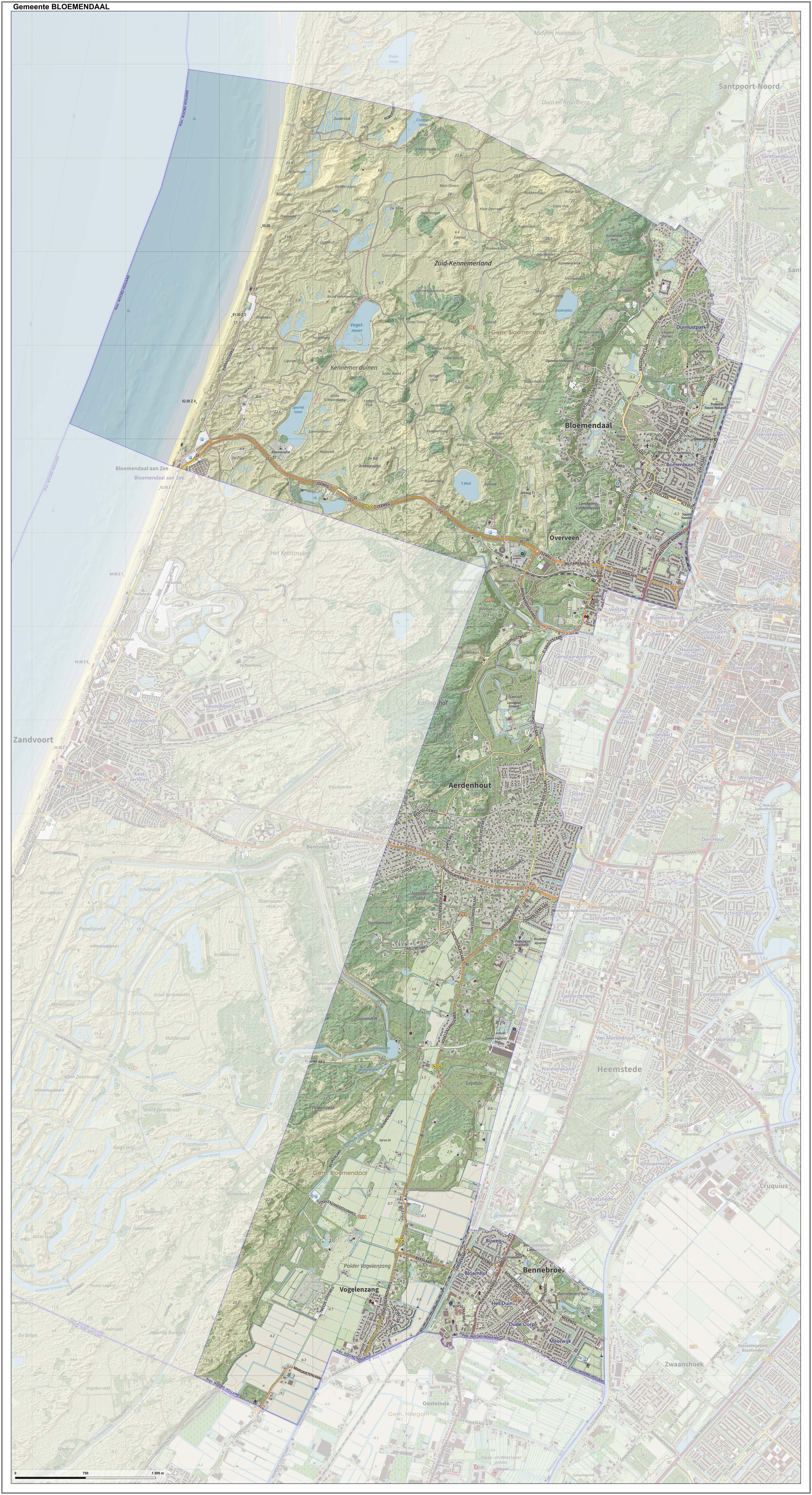
Topografische kaart van de gemeente Bloemendaal, per september 2022

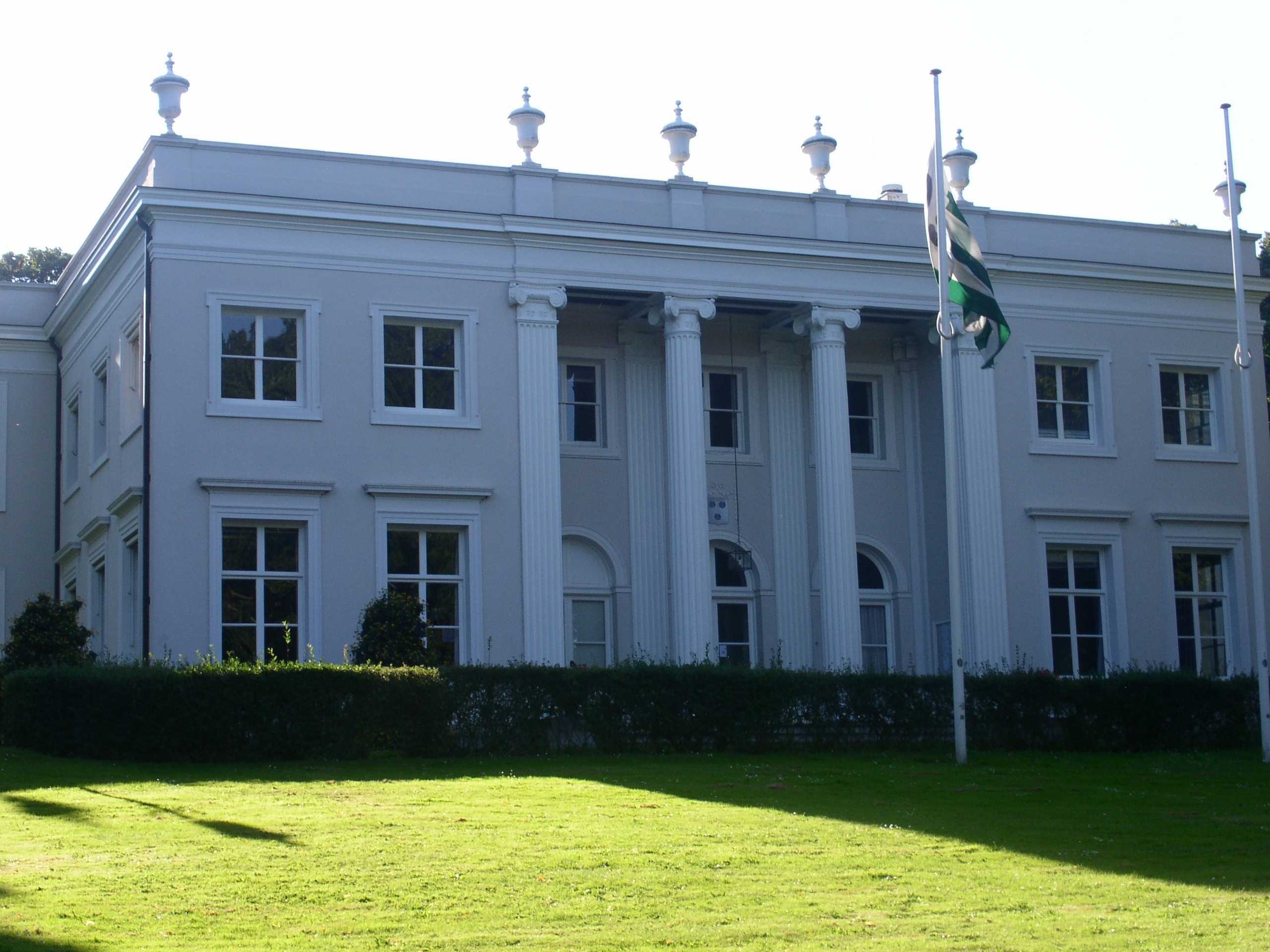
Het gemeentehuis van Bloemendaal in Overveen

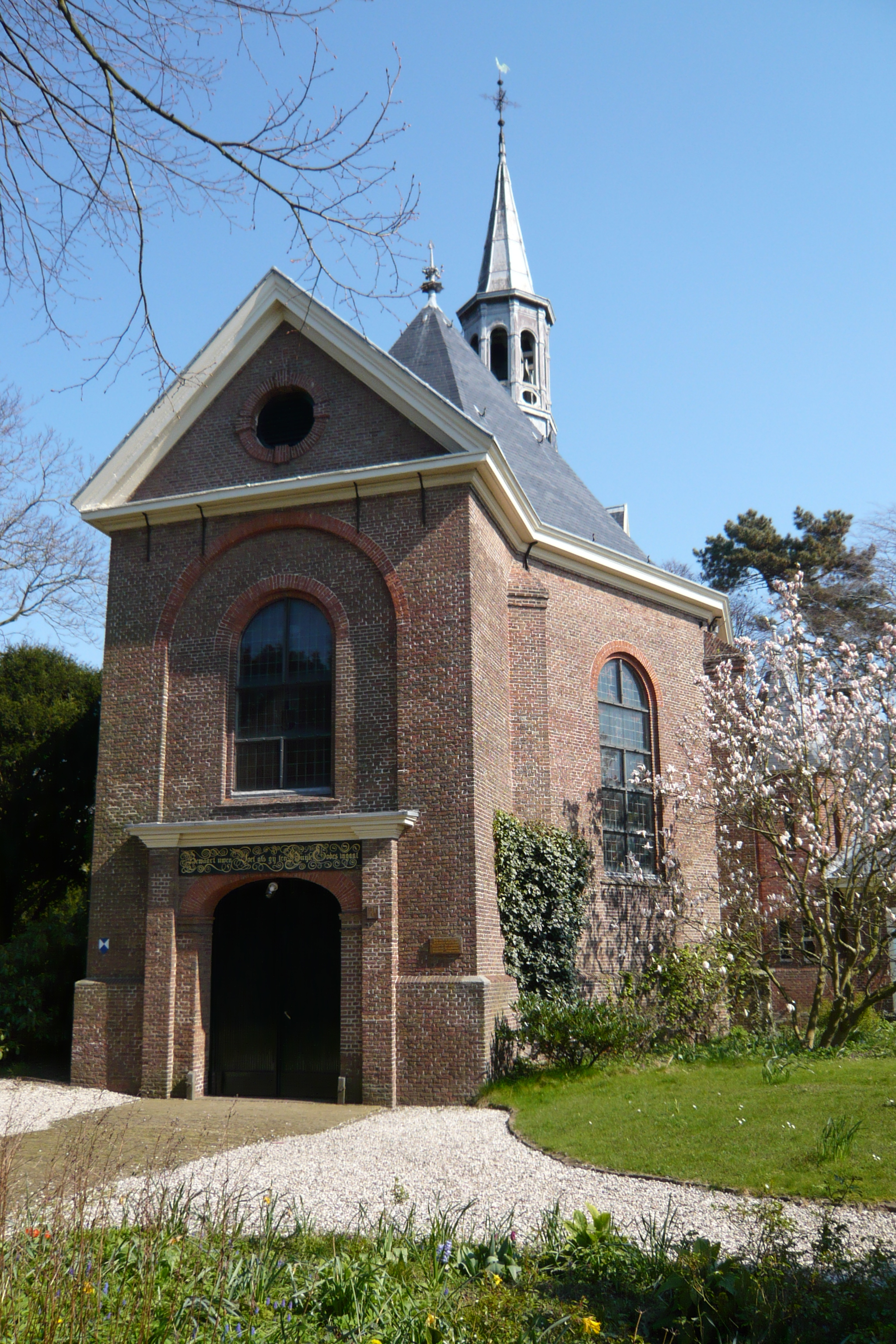
De hervormde kerk uit 1635 in Bloemendaal

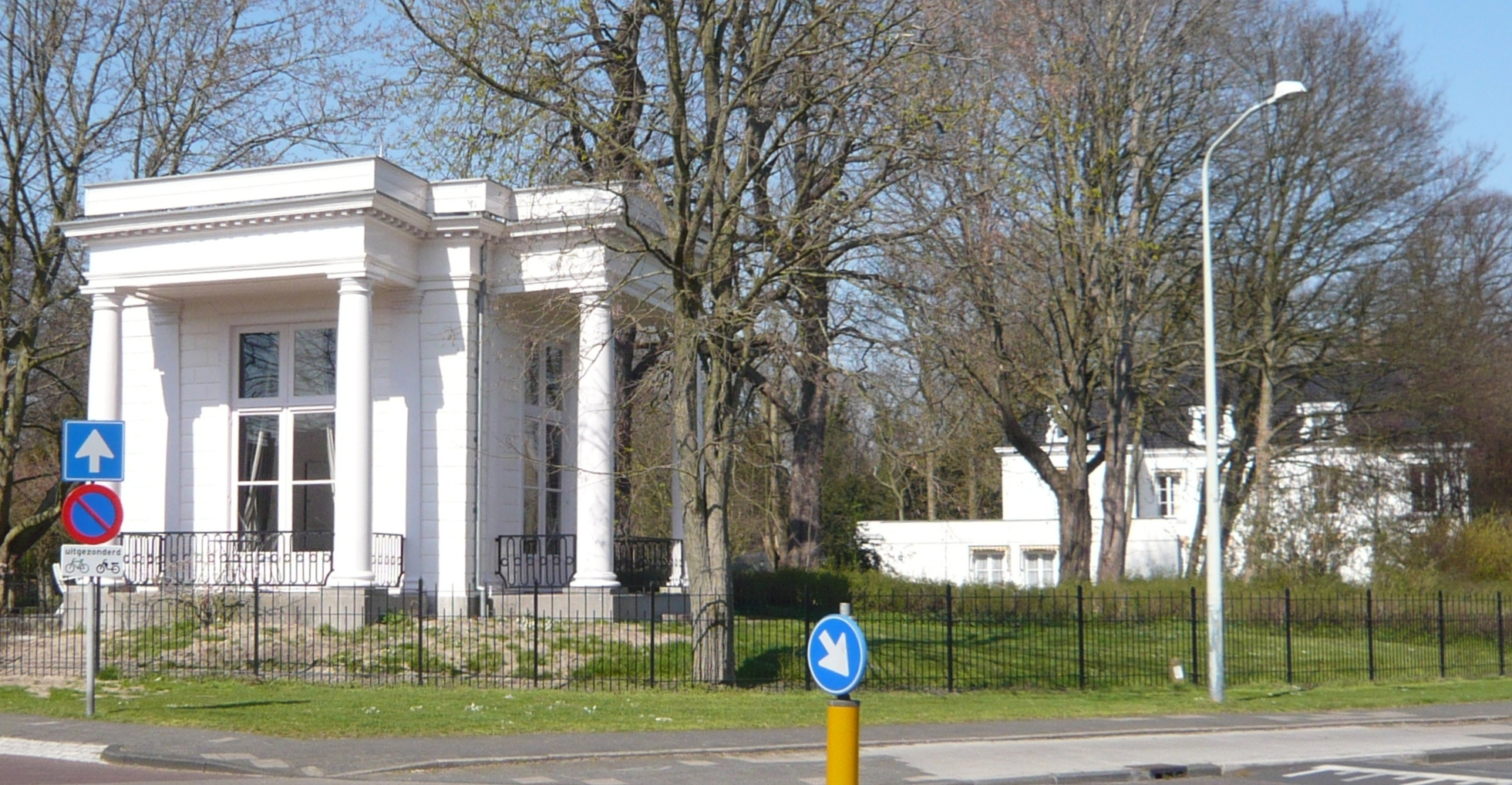
Theekoepel van het landgoed Wildhoef

Bloemendaal (uitspraakⓘ) is een plaats en gemeente in de Nederlandse provincie Noord-Holland. De gemeente telt 23.782 inwoners (1 januari 2024, bron: CBS) en heeft een oppervlakte van 45,23 km² (waarvan 5,44 km² water). In de gemeente ligt de Eerebegraafplaats Bloemendaal.
Bloemendaal is een van de welvarendste gemeenten in Nederland. Met een mediaan gestandaardiseerd inkomen van 34.700 euro behoren de huishoudens er tot de rijkste van Nederland. Volgens het nationale Onderzoek Beste Gemeenten 2019, 2020 en 2021 is Bloemendaal bovendien de op drie na beste gemeente om in te wonen en ligt het in de meest gewilde regio van Nederland.

## Historie bestuur; gemeentewapen
Vanaf de veertiende eeuw was de bestuurlijke macht en rechtsmacht in handen van de heren van Brederode.
De gemeente is eind 18e eeuw ontstaan, voortgekomen uit de drie ambachtsheerlijkheden Aelbertsberg (oude benaming van Bloemendaal), Tetterode (later: Overveen) en Vogelenzang. Rond de eeuwwisseling kwam Aerdenhout hier als buurtschap bij. Vanaf 1813 is in het notulenboek van het dagelijks gemeentebestuur — getekend door de eerste burgemeester — voor het eerst 'gemeente Bloemendaal' zichtbaar volgens Ruud Nederveen.
De eerste burgemeester van Bloemendaal was Johannes de Waal Malefijt (1795-1823).
Het eerste gemeentewapen stamt uit 1816, het wapen van Bloemendaal.

## Kernen
De gemeente omvat de volgende woonkernen:
- Aerdenhout
- Bennebroek
- Bentveld (gedeeltelijk)
- Bloemendaal
- Bloemendaal aan Zee
- Overveen (gemeentehuis)
- Vogelenzang

## Bestuur

### Samenstelling gemeenteraad
Samenstelling van de Bloemendaalse gemeenteraad vanaf 1982:
| Gemeenteraadszetels                       | Gemeenteraadszetels | Gemeenteraadszetels | Gemeenteraadszetels | Gemeenteraadszetels | Gemeenteraadszetels | Gemeenteraadszetels | Gemeenteraadszetels | Gemeenteraadszetels | Gemeenteraadszetels | Gemeenteraadszetels | Gemeenteraadszetels |
| Partij                                    | 1982                | 1986                | 1990                | 1994                | 1998                | 2002                | 2006                | 2008*               | 2014                | 2018                | 2022                |
| ----------------------------------------- | ------------------- | ------------------- | ------------------- | ------------------- | ------------------- | ------------------- | ------------------- | ------------------- | ------------------- | ------------------- | ------------------- |
| VVD                                       | 8                   | 7                   | 7                   | 7                   | 5                   | 6                   | 6                   | 7                   | 5                   | 5                   | 5                   |
| D66                                       | -                   | -                   | -                   | -                   | -                   | -                   | 1                   | 3                   | 4                   | 3                   | 4                   |
| GroenLinks                                | -                   | -                   | -                   | -                   | 1                   | 1                   | 2                   | 1                   | 3                   | 3                   | 3                   |
| Hart voor Bloemendaal                     | -                   | -                   | -                   | -                   | -                   | -                   | -                   | -                   | -                   | 2                   | 3                   |
| Liberaal Bloemendaal                      | -                   | -                   | -                   | -                   | 3                   | 3                   | 2                   | 2                   | 4                   | 1                   | 1                   |
| CDA                                       | 4                   | 4                   | 4                   | 3                   | 3                   | 3                   | 3                   | 4                   | 2                   | 3                   | 1                   |
| PvdA                                      | 3                   | 3                   | 3                   | 2                   | 2                   | 2                   | 3                   | 2                   | 1                   | 1                   | 1                   |
| Zelfstandig Bloemendaal                   | -                   | -                   | -                   | -                   | -                   | -                   | -                   | -                   | -                   | -                   | 1                   |
| VDB - Vrijzinnig Democratisch Bloemendaal | -                   | -                   | -                   | -                   | -                   | -                   | -                   | -                   | -                   | 1                   | -                   |
| Progressief Bloemendaal                   | 2                   | 3                   | 3                   | 5                   | 3                   | 2                   | -                   | -                   | -                   | -                   | -                   |
| Totaal                                    | 17                  | 17                  | 17                  | 17                  | 17                  | 17                  | 17                  | 19                  | 19                  | 19                  | 19                  |

* De gemeente Bloemendaal fuseerde per 1 januari 2009 met Bennebroek.
In 2002 werd Progressief Bloemendaal (PB) opgeheven, nadat in 1998 GroenLinks zich afscheidde, D66 in 2002 ook zelfstandig verder wilde èn omdat een belangrijk doel van PB - namelijk meer en betere 'inspraak' voor een belangrijk deel was gerealiseerd.
In 2018 werd GroenLinks - na de blijvend grote VVD - v.w.b. aantal stemmen de 2e partij van Bloemendaal, gevolgd door D66 (3e partij) en CDA (4e partij).

## Fusie met de gemeente Bennebroek per 2009
De gemeente Bloemendaal is per 1 januari 2009 samengegaan met de gemeente Bennebroek, vóór deze datum de kleinste gemeente in Nederland (wat betreft oppervlakte). De naam van de 'fusiegemeente' bleef Bloemendaal.
Eerder bestond vrees dat de gemeente Haarlem bij haar uitbreidingsplannen een oog op Bloemendaal zou laten vallen (op 1 mei 1927 was al een deel van Bloemendaal door Haarlem geannexeerd), met name omdat er op het grondgebied van de gemeente Haarlem nauwelijks mogelijkheid tot huizenbouw meer is. Bloemendaal maakte als tegenreactie bekend, dat het mogelijk met de gemeente Heemstede zou samengaan tot een nieuw te vormen gemeente "Bloemenstede". Zover is het echter nooit gekomen.

## Bestuurscrisis 2015
Bloemendaal heeft te maken gehad met crises in het bestuur. In 2015 leidde dit er onder meer toe dat burgemeester Ruud Nederveen aftrad en later dat jaar ook waarnemend burgemeester Aaltje Emmens, waarop burgemeester Bernt Schneiders van buurgemeente Haarlem als waarnemend burgemeester werd aangesteld. Op 6 september 2017 werd Elbert Roest burgemeester.
Nog in 2019 was het oordeel van burgers over de politiek in Bloemendaal volgens het Haarlemsdagblad niet bepaald positief.

## Aangrenzende gemeenten
| Aangrenzende gemeenten | Aangrenzende gemeenten | Aangrenzende gemeenten | Aangrenzende gemeenten | Aangrenzende gemeenten       |
| ---------------------- | ---------------------- | ---------------------- | ---------------------- | ---------------------------- |
|                        |                        | Velsen                 |                        |                              |
|                        |                        |                        |                        |                              |
| Zandvoort              | Haarlem Heemstede      |                        |                        |                              |
|                        |                        |                        |                        |                              |
| Noordwijk (ZH)         |                        |                        |                        | Haarlemmermeer Hillegom (ZH) |

## Media
De plaatselijke omroep voor de gemeente Bloemendaal was Jouw FM, voorheen AB-Radio. Deze zender is eind 2015 gestopt. Haarlem 105 bericht regelmatig over Bloemendaal. Een andere radiozender, die landelijk bekender is, is het christelijke station van Radio Bloemendaal. Lange tijd had Bloemendaal bovendien een eigen krant. De Bloemendaalse post (hoofdredacteur de heer L.W. Bierens de Haan, die in Aerdenhout woonde) verscheen voor een groot deel van de gemeente en was specifiek gericht op het lokale nieuws. Bloemendaal heeft een eigen weekkrant, Nieuwsblad Bloemendaal, uitgegeven door Buijze Pers.

## Spoorstations
Op of vlak bij het grondgebied van de gemeente Bloemendaal bevinden zich een aantal spoorwegstations:
- Station Bloemendaal (aan de lijn Haarlem-Beverwijk-Uitgeest)
- Station Santpoort Zuid (aan de lijn Haarlem-Beverwijk-Uitgeest; op een paar honderd meter van de gemeentegrens; veel reizigers uit Bloemendaal-Noord gebruiken dit station)
- Station Overveen (aan de lijn Haarlem-Zandvoort aan Zee)
- Station Heemstede-Aerdenhout (aan de lijn Haarlem-Leiden, het station ligt net op het grondgebied van de aangrenzende gemeente Heemstede)
- Station Vogelenzang-Bennebroek (aan de lijn Haarlem-Leiden; dit station is opgeheven maar het stationsgebouw bestaat nog; in de Bloemendaalse Gemeenteraad is 7-11-2019 een motie aangenomen waarbij wordt gevraagd heropening te onderzoeken)

## Kerkgebouwen
- De hervormde dorpskerk uit 1636.
- De Adelbertkapel uit 1923 van Paul Bellot.
- De kerk van de Nederlandse Protestanten Bond uit 1925.
- De Vrij-Katholieke Sint Raphaëlkerk uit 1926 van architect J. de Lugt.
- De gereformeerde Vijverwegkerk uit 1959 van architect Hendrik Willem van Kempen.
- De moderne Rooms-katholieke kerk Allerheiligste Drie-eenheid uit 1992.

## Monumenten
Een deel van Bloemendaal is een beschermd dorpsgezicht. Verder zijn er in het dorp en de gemeente tientallen rijksmonumenten, vele gemeentelijke monumenten en enkele oorlogsmonumenten, zie:
- Lijst van rijksmonumenten in Bloemendaal (gemeente)
- Lijst van rijksmonumenten in Bloemendaal (plaats)
- Lijst van gemeentelijke monumenten in Bloemendaal (gemeente)
- Lijst van gemeentelijke monumenten in Bloemendaal (plaats)
- Lijst van oorlogsmonumenten in Bloemendaal

In totaal zijn er meer meer dan 435 monumenten.

## Kunst in de openbare ruimte
In de gemeente Bloemendaal zijn diverse beelden, sculpturen en objecten geplaatst in de openbare ruimte, zie:
- Lijst van beelden in Bloemendaal

## Sport
- De hockeyclub HC Bloemendaal is recordhouder landskampioenschappen in de Hoofdklasse hockey. De club bespeelt Sportpark 't Kopje.

## Geboren in Bloemendaal
- Louis ("Rolly") ridder van Rappard (1906-1994), burgemeester en politicus
- Leo Brongersma (1907-1994), bioloog
- Kick Smit (1911-1974), voetballer
- Gerard de Groot (1922-2011), jurist
- Margreet Wijnstroom (1922-2018), schrijfster, hockeyster en juriste
- Maria "Miep" Oranje (1923-onbekend), collaborateur
- Erwin Nypels (1933-2024), Tweede Kamerlid (D66); minister van Volkshuisvesting en Ruimtelijke Ordening
- Ursula den Tex (1933), journaliste en publiciste
- Derk Snoep (1935-2005), directeur van het Frans Hals Museum
- Hans Melchers  (1938-2023), zakenman
- Ruud Nijhof (1945), politicus
- Paul Witteman (1946), journalist en presentator
- Olav Mol (1962), commentator en presentator van de Formule 1
- Deodaat van der Boon (1952), theoloog en predikant
- Michiel Brandes (1955), musicus en componist
- Diederik Simon (1970), roeier
- Ellen Hoog (1986), hockeyspeelster
- Solomonica de Winter (1997), schrijfster

## Woonachtig geweest in Bloemendaal
- Adriaan Stoop (1856-1935), oliebaron en weldoener
- Jac. P. Thijsse (1865-1945), onderwijzer, leraar en natuurbeschermer
- Elisabeth Keers-Laseur (1890-1997), tijdens de bezetting landelijk leidster Nationaal-Socialistische Vrouwenorganisatie (NSVO)
- Anton Pieck (1895-1987), leraar en tekenaar
- Johan Frederik ten Doesschate (1904-1964), bedrijfseconoom
- Clemens van Lamsweerde (1897-1972), jurist en beeldend kunstenaar
- Gerrit Toornvliet (1908-1981), predikant bij Radio Bloemendaal
- Jan Mul (1911-1971), componist van vooral kerkmuziek
- Edward Brongersma (1911-1998), jurist en PvdA-senator
- Godfried Bomans (1913-1971), schrijver
- Jonas Castelijns (1953), woonde in Bloemendaal 2018-2021, hoogleraar radiologie
- Toon Kortooms (1916-1999), schrijver ('Help! De dokter verzuipt...')
- Toon Hermans (1916-2000), woonde in Bloemendaal 1974-1977, cabaretier
- Jaap Nauwelaerts de Agé (1917-2016), judoka
- Gerrit Jan Heijn (1931-1987), kleinzoon van Albert Heijn en Aholdtopman
- Renate Dorrestein (1954-2018), journaliste, schrijfster en feministe

## Overleden
- Frans Babylon (1924-1968), dichter
- Godfried Bomans (1913-1971), schrijver
- Petrus Voogd (1873-1939), sociaaldemocraat